# 경일여자고등학교
경일여자고등학교(慶一女子高等學校)는 대한민국 대구광역시 남구 봉덕동에 위치한 사립 고등학교이다.

## 학교 연혁
- 1980년 1월 24일 : 경일여자고등학교 설립 인가 (설립자 신진욱 선생)
- 1980년 1월 24일 : 24학급인가 (편성학급 8학급)
- 1980년 2월 24일 : 본관 교실 준공
- 1980년 3월 1일 : 초대 장경옥 교장 취임
- 1980년 3월 6일 : 개교, 입학식 거행 (520명)
- 1983년 2월 10일 : 제1회 졸업식 거행
- 1988년 1월 4일 : 대강당 신축 준공
- 1990년 12월 31일 : 도서관 준공
- 2005년 11월 10일 : 다목적 교실 준공
- 2007년 8월 11일 : 현대식 전자도서관 개관
- 2010년 4월 20일 : 자율형사립고등학교 지정(12학급)
- 2012년 5월 3일 : 효정학사(경일여자고등학교 기숙사) 개관
- 2013년 6월 2일 : 효정학사 2동 개관
- 2019년 9월 1일 : 제12대 임영진 교장 취임
- 2020년 3월 1일 : 일반계고등학교 지정(2020학년도 신입생)
- 2022년 1월 27일 : 제40회 졸업식 거행(총 졸업생 수 23,351명)
- 2022년 3월 2일 : 2022학년도 입학

## 참고 자료
- 경일여자고등학교 - 한국교육학술정보원 학교알리미